# ستيفان نغيما

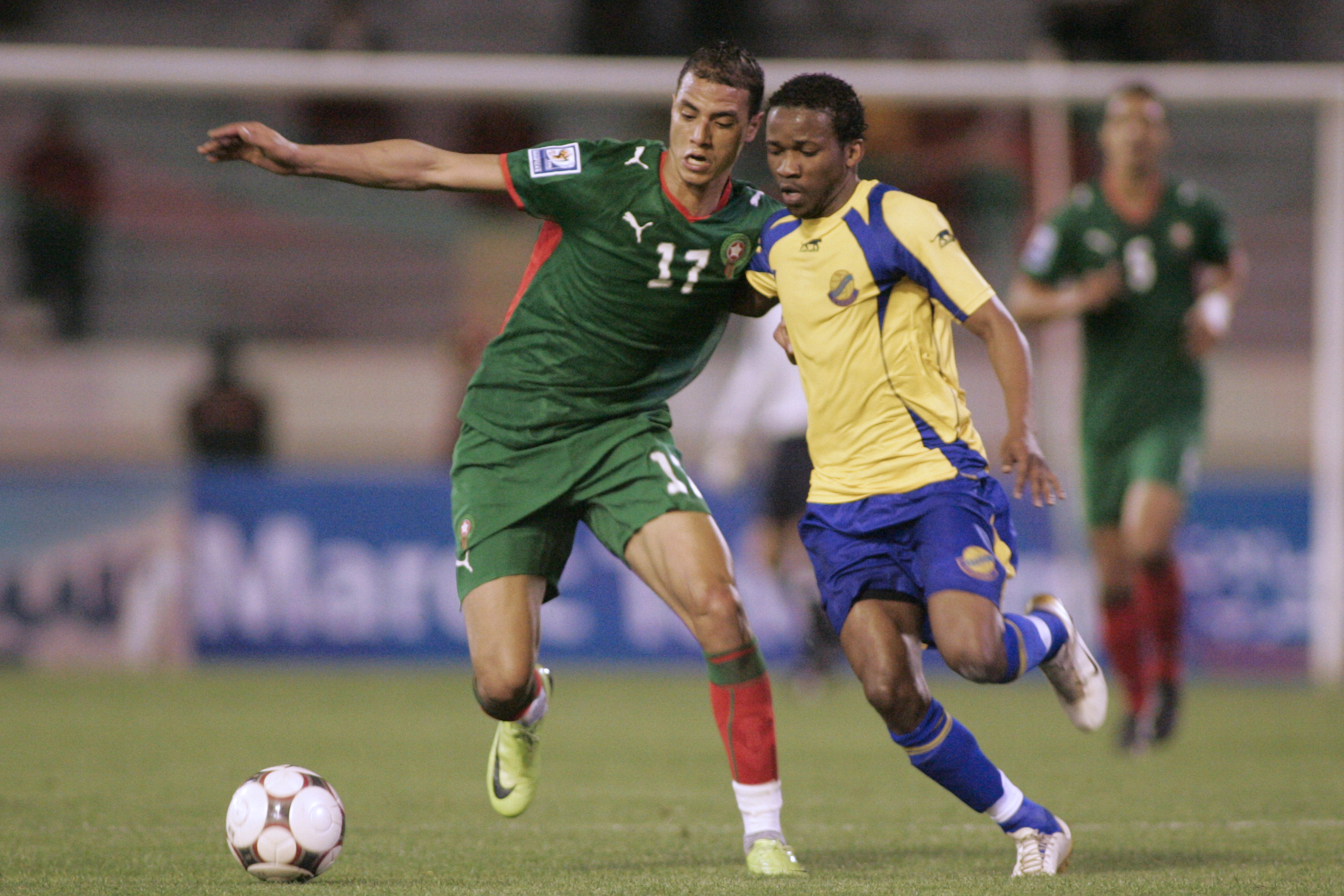
نغويما بالقميص الأصفر

ستيفان نغويما (بالفرنسية: Stéphane N'Guéma)‏ (مواليد 20 نوفمبر 1984 في ليبرفيل) لاعب كرة قدم غابوني دولي يجيد اللعب في خط الهجوم . يلعب لصالح نادي أوليمبيا بالتي المولدوفي .

## روابط خارجية
- ستيفان نغيما على موقع قاعدة بيانات كرة القدم.إي يو (الإنجليزية)
- ستيفان نغيما على موقع ليكيب (الفرنسية)
- ستيفان نغيما على موقع ناشيونال فوتبول تيمز (الإنجليزية)